# Brenda Petzold
Brenda Petzold (* 6. August 1973 in Lawrence) ist eine ehemalige US-amerikanische Freestyle-Skierin, die auf die Disziplin Aerials (Springen) spezialisiert war.

## Werdegang
Petzold nahm von 1994 bis 1998 am Nor-Am-Cup teil und holte dabei sieben Siege. Damit gewann sie in der Saison 1994/95 und 1997/98 die Aerials-Disziplinenwertung. Im Januar 1995 nahm sie in Breckenridge erstmals am Freestyle-Skiing-Weltcup teil und errang dabei den 19. Platz. In der Saison 1995/96 kam sie im Weltcup mit drei achten Plätzen erstmals unter den ersten Zehn und erreichte damit den 14. Platz im Aerials-Weltcup. In den folgenden Jahren sprang sie in der Saison 1997/98 auf den 18. Platz im Aerials-Weltcup und in der Saison 1998/99 mit drei Top-Zehn-Platzierungen auf den 17. Platz im Gesamtweltcup sowie auf den achten Rang im Aerials-Weltcup. Dabei erreichte sie im Februar 1999 mit dem dritten Platz in Altenmarkt-Zauchensee ihre einzige Podestplatzierung im Weltcup und wurde zudem bei den Weltmeisterschaften 1999 in Meiringen-Hasliberg Zehnte. Nach zwei 11. Plätzen zu Beginn der Saison 1999/2000, kam sie dreimal unter den ersten Zehn und belegte damit den 15. Platz im Gesamtweltcup sowie den achten Rang im Aerials-Weltcup. Auch in der Saison 2000/01 wurde sie Achte im Aerials-Weltcup und errang mit fünf Top-Zehn-Platzierungen den 14. Platz im Gesamtweltcup. Beim Saisonhöhepunkt, den Weltmeisterschaften 2001 in Whistler, sprang sie auf den 18. Platz. In ihrer letzten Saison als aktive Sportlerin 2001/02 belegte sie den 18. Platz im Gesamtweltcup sowie den achten Rang im Aerials-Weltcup und bei den Olympischen Winterspielen 2002 in Salt Lake City den 17. Platz.

## Erfolge

### Olympische Spiele
- 2002 Salt Lake City: 17. Platz Aerials

### Weltmeisterschaften
- 1999 Meiringen-Hasliberg: 10. Platz Aerials
- 2001 Whistler: 18. Platz Aerials

### Weltcupwertungen
Petzold nahm an 43 Weltcups teil und erreichte 23 Top-Zehn-Platzierungen sowie eine Podestplatzierung.
| Saison    | Gesamt | Gesamt | Aerials | Aerials |
| Saison    | Platz  | Punkte | Platz   | Punkte  |
| --------- | ------ | ------ | ------- | ------- |
| 1994/95   | 85.    | 8      | 27.     | 60      |
| 1995/96   | 38.    | 58     | 14.     | 524     |
| 1996/97   | 66.    | 26     | 21.     | 180     |
| 1997/98   | 52.    | 42     | 18.     | 252     |
| 1998/99   | 17.    | 71     | 8.      | 212     |
| 1999/2000 | 15.    | 73     | 8.      | 364     |
| 2000/01   | 14.    | 75     | 8.      | 376     |
| 2001/02   | 18.    | 70     | 8.      | 352     |

### Nor-Am-Cup
- 8 Podestplätze, davon 7 Siege
- Saison 1994/95: 1. Platz Aerials-Disziplinenwertung
- Saison 1997/98: 1. Platz Aerials-Disziplinenwertung